# Uranus Island
Neptune Island ist eine Insel vor der Ingrid-Christensen-Küste des ostantarktischen Prinzessin-Elisabeth-Lands. Sie gehört zu den Rauer-Inseln und liegt abgelegen von den übrigen Inseln der Gruppe südwestlich von Neptune Island in der Buhta Russkogo Soldata, einer Nebenbucht der Prydz Bay.
Australische Wissenschaftler benannten sie wegen ihrer Abgeschiedenheit nach Uranus, dem siebten Planeten des Sonnensystems.